# Brezovo
Brezovo (în bulgară Брезово) este un oraș în comuna Brezovo, regiunea Plovdiv,  Bulgaria. 

## Demografie
Componența etnică a orașului Brezovo
     Bulgari (66,01%)
     Romi (22,32%)
     Nicio identificare (11,34%)
     Altele (0,31%)
La recensământul din 2011, populația orașului Brezovo era de 1.895 locuitori. Din punct de vedere etnic, majoritatea locuitorilor (66,01%) erau bulgari, cu o minoritate de romi (22,32%). Pentru 11,34% din locuitori nu este cunoscută apartenența etnică.